# آرتور باروز (بازیکن فوتبال)
آرتور باروز (انگلیسی: Arthur Burrows; ۴ دسامبر ۱۹۱۹ – مارس ۲۰۰۵) بازیکن فوتبال اهل بریتانیا بود.
از باشگاه‌هایی که در آن بازی کرده‌است می‌توان به باشگاه فوتبال اشتون یونایتد و باشگاه فوتبال استوک‌پورت کانتی اشاره کرد.